# فهرست بنداشت‌ها
این فهرستی از بدیهیات (اصل‌های موضوعها) یا بنداشت‌ها است که این اصطلاح در ریاضیات است و در معرفت‌شناسی، واژه بدیهیات به گونه ای دیگر فهمیده می‌شود؛ بدیهیات منفرد تقریباً همیشه بخشی از یک سیستم بدیهی بزرگتر هستند.

## تعریف
در سیستم‌های مبتنی بر اصل موضوع چند اصل بدون اثبات پذیرفته می‌شود و بقیه احکام و قضایا بر اساس این اصول و با توجه به قواعد منطقی اثبات می‌شود.
در زیر فهرستی از این بنداشت‌ها می‌آید:

## هندسه
- اصل توازی
- اصل پلی‌فیر (Playfair's Axiom)
- اصل توازی هذلولوی
- اصل پنجم اقلیدس
- اصل موضوع چهارم اقلیدس

## فیزیک
- هم وردایی قوانین در دستگاه‌های لخت
- ناوردایی سرعت نور

## بدون دسته‌بندی موضوعی
- اصل موضوع گسترش
- اصل موضوع زوج سازی
- اصل موضوع اجتماع
- اصل موضوع مجموعه توانی
- اصل موضوع تصریح
- اصل خوش‌ترتیبی
- فرضیه پیوستار
- اصل هوزیتا-هاتوری
- اصل توازی هیلبرت
- اصل موضوع مجموعه تهی
- اصل موضوع مجموعه توانی